# آلبرت شوارتز
آلبرت شوارتز (به انگلیسی: Albert Schwartz) (زادهٔ ۱۸ دسامبر ۱۹۰۷ - درگذشته ۷ دسامبر ۱۹۸۶) شناگر اهل ایالات متحده آمریکا است.